# Рахмонов, Мавлон Рахимович

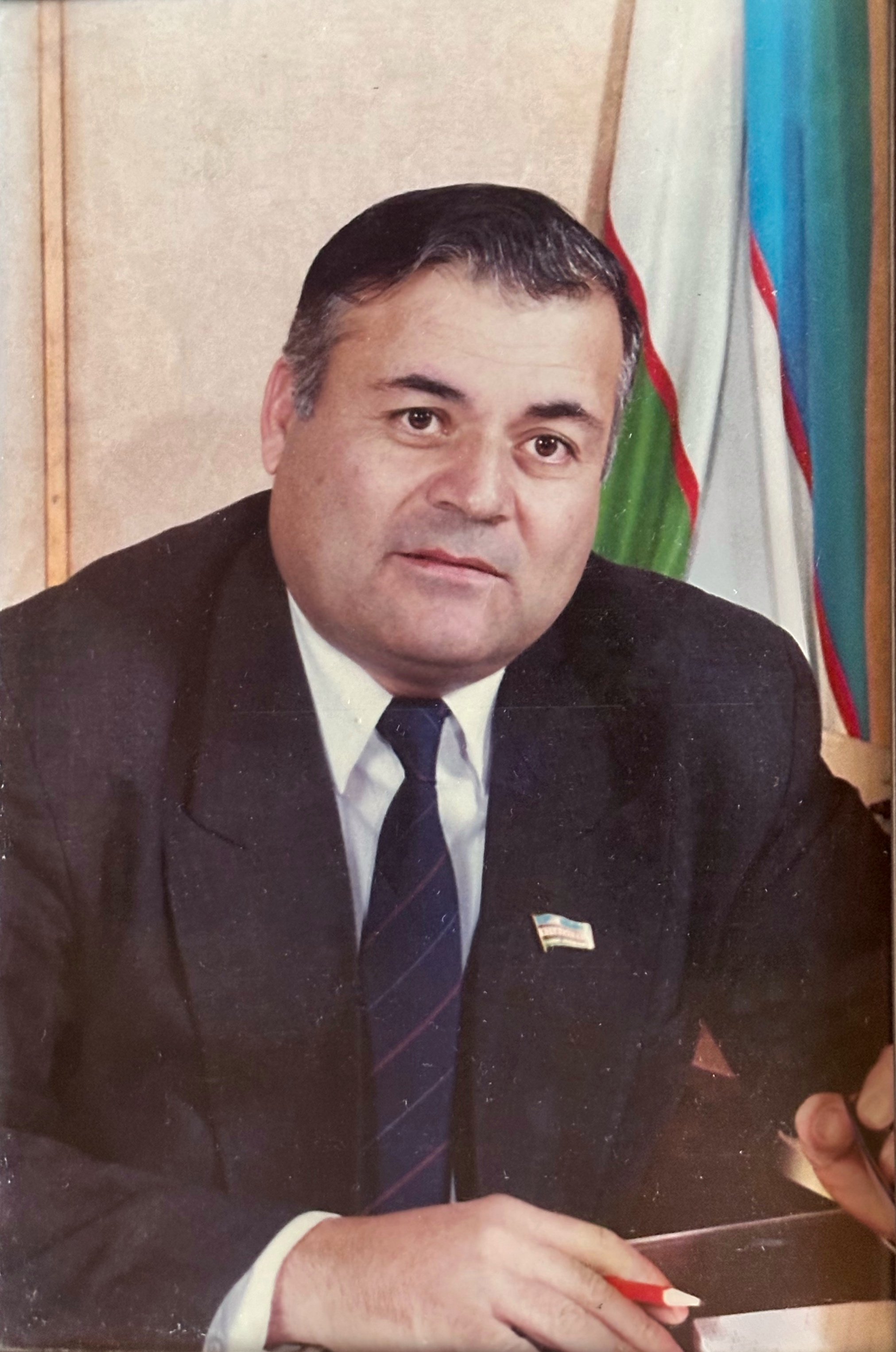
Рахмонов Мавлон Рахимович Фотография

Мавлон Рахимович Рахмонов (узб. Mavlon Rahimovich Rahmonov; род. 1949) — государственный деятель, хоким Бухарской области (18.03.1994-14.12.1996 гг.).

## Биография
Родился в 1949 году.
В 1990 году на парламентских выборах избран депутатом Верховного Совета Узбекской ССР XII созыва от Свердловского округа Бухарского района.
18 марта 1994 года приказом президента Республики Узбекистан Ислама Каримова Мавлон Рахмонов назначен на должность хокима Бухарской области, занимал данную должность до 14 декабря 1996 года.
Избирался депутатом Олий Мажлиса Республики Узбекистан 2 созыва (1995—1999) от Джандарского избирательного округа № 58, был выдвинут Бухарским областным Советом народных депутатов.